# خوسيه لويس لوبيز (لاعب كرة يد)
خوسيه لويس لوبيز (17 يونيو 1998 - ) (بالإسبانية: José Luis López)‏ هو لاعب كرة يد تشيلي.